# Dicranomyia immaculipes
Dicranomyia immaculipes är en tvåvingeart som först beskrevs av Alexander 1935.  Dicranomyia immaculipes ingår i släktet Dicranomyia och familjen småharkrankar. Inga underarter finns listade i Catalogue of Life.